# ゲバルト (漫画)
『ゲバルト』は、コウノコウジによる日本の漫画、またそれを原作とした2013年公開の日本映画。

## 漫画
- コウノコウジ『ゲバルト』少年画報社〈ヤングキングコミックス〉、全3巻
  1. 2012年9月24日発売、ISBN 978-4785939274
  2. 2012年10月22日発売、ISBN 978-4785939472
  3. 2013年3月25日発売、ISBN 978-4785950125

## 映画
2013年11月30日から東京（渋谷シネマライズ）、名古屋（伏見ミリオン座）、大阪（シアターセブン）などで上映された単館系映画作品。ミュージカル・テニスの王子様に出演した俳優が多数出演している。

### キャスト
- 玄葉瑠偉人（普通科）：久保田秀敏
- 庵野倶理生（普通科）：小澤雄太（劇団EXILE）
- 三沢太朗（工業科、ゲバルト5）：染谷俊之
- 潮崎（工業科、ゲバルト5）：八木将康（劇団EXILE）
- 川田：渡部龍平
- 橋本銀次：廣瀬大介
- 喫茶店のマスター：佐田正樹（バッドボーイズ）
- 三沢舞子：吉川まりあ
- ブタ子：岡村多加江
- まみぴょん：森永まみ
- 玄葉瑠衣子：栞菜
- 小橋（工業科、野球部主将）：Koji
- 秋山（工業科、野球部副主将）：宮﨑貴久
- 吉永（工業科、野球部）：北代高士
- 武藤：磯貝龍虎
- 百田太郎：永山たかし
- マモル：星名陽平
- エグゴリラ：英成
- 金本：小澤廉
- 鶴田：杉山裕哉
- クラスメイト：石川大樹、藤原裕介（クラッチシューター）、森賢介（クラッチシューター）
- 辻堂の番長：中澤達也
- 辻堂の不良：田中良一、本田広登、DAIKI、ブラック・コンバ

### スタッフ
- 監督・脚本・編集：山鹿孝起
- 原作：コウノコウジ『ゲバルト』(少年画報社)
- プロデューサー：山本芳久、渋谷正一、山鹿孝起
- アソシエイトプロデューサー：小池一行
- ラインプロデューサー：旭正嗣
- 企画：山本ほうゆう
- 営業統括：木山雅仁（オールイン エンタテインメント）
- 撮影：堀部道将
- 照明：福田裕佐
- 録音：飴田秀彦
- キャスティング協力：EIKI
- 音響効果：藤本淳
- 擬闘：玉寄兼一郎
- エンディング曲：「ヒカリ」「カレーライスは飲み物です」作詞：森永まみ / 作編曲：ari
- 挿入曲：「UFOをつかまえろッ!!!」作詞・作曲：森永まみ / 編曲：hiei（From NECOMIMI space noid）
- 制作協力：アスプロスドラーゴ
- 制作・配給：メディア・ワークス
- 製作：アドバンス

### DVD
- ゲバルト（2014年1月 オールインエンタテインメント）
- ゲバルト2（2014年3月 オールインエンタテインメント）